# De Leegte
De Leegte, ook wel Leegte (Fries: De Leechte) is een buurtschap in de gemeente Noardeast-Fryslân, in de Nederlandse provincie Friesland tussen Warfstermolen en Pieterzijl. De buurtschap ligt ten zuiden van het Lauwersmeer in het uiterste oosten van de provincie Friesland, aan de grens met de provincie Groningen.
De Leegte ligt ten westen van de brug over de Oude Lauwers. Ten noorden stroomt de waterloop Oudlandsried in de Oude Lauwers en ten zuiden de Keegensterried.
De buurtschap valt formeel onder Warfstermolen en heeft sinds 2010 plaatsnaamborden. De Leegsterweg is naar de buurtschap genoemd en loopt door de buurtschap. De buurtschap bestaat uit een rij huizen aan de noordzijde van de weg en een boerderij en woning aan de zuidzijde van de weg.

## Geschiedenis
De Leegte komt als veldnaam reeds voor in de 17e eeuw en verwijst naar de laagte tussen de Keegensterried en de Oude Lauwers. Deze laagte kon in de winter onderlopen. Volgens Andreae is het mogelijk dat deze laagte tijdens een dijkdoorbraak is ontstaan als een kolk, die later is verdwenen, maar waaraan het lage land nog herinnert.
De oude loop van de Lauwers werd bij de Leegte waarschijnlijk rond 1425 of 1440 afgedamd en omgeleid naar de oostelijker gelegen Zijldiep, dat door Pieterzijl liep. Ten noorden van De Leegte ligt de polder en het vroegere eiland 't Oech, dat rond 1450 werd bedijkt door een dijk van Warfstermolen via De Leegte naar het latere Munnekezijl. In 1777 werd de dam bij De Leegte vervangen door een brug en herkreeg de Lauwers haar oude loop.

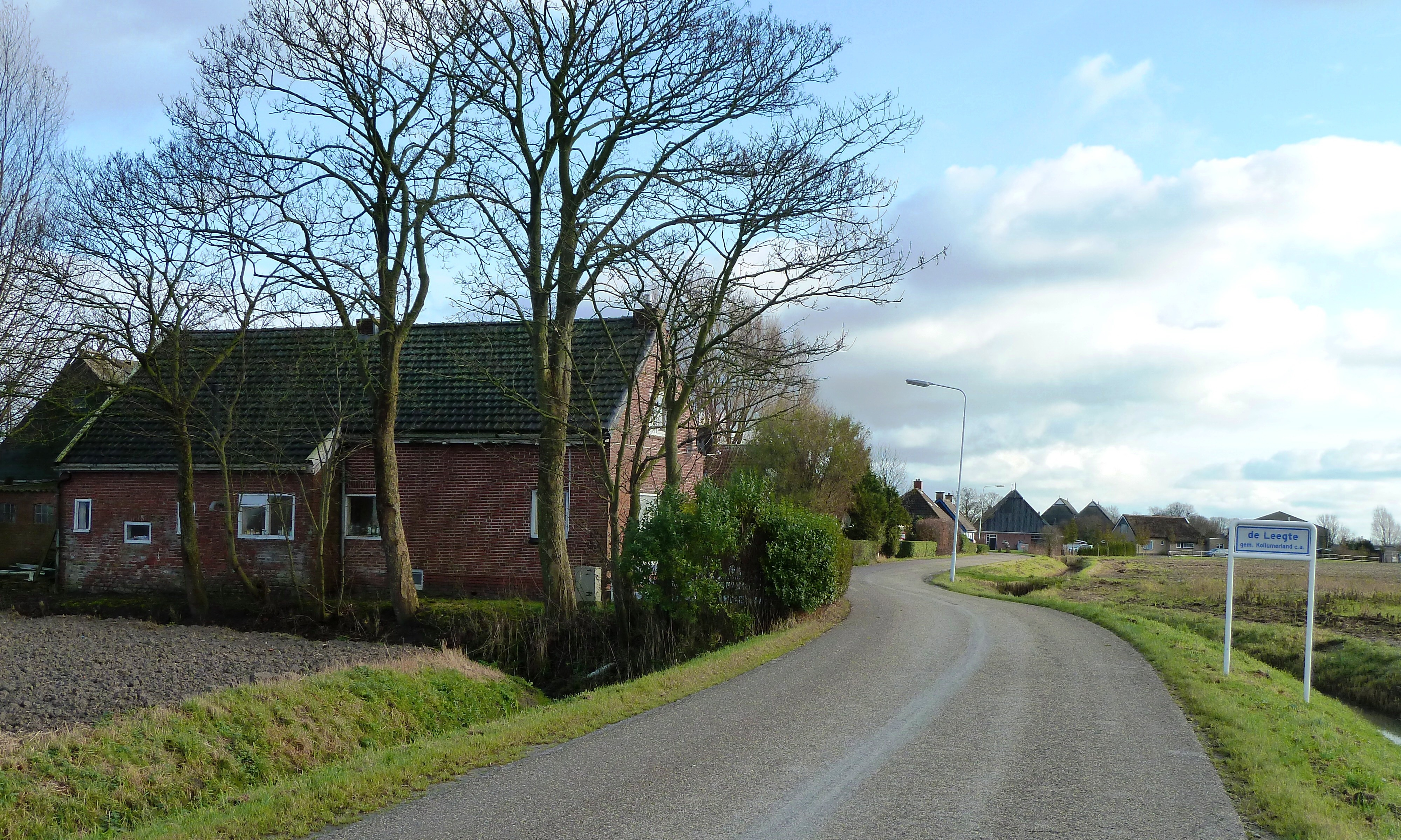
De Leegte vanaf de richting Warfstermolen
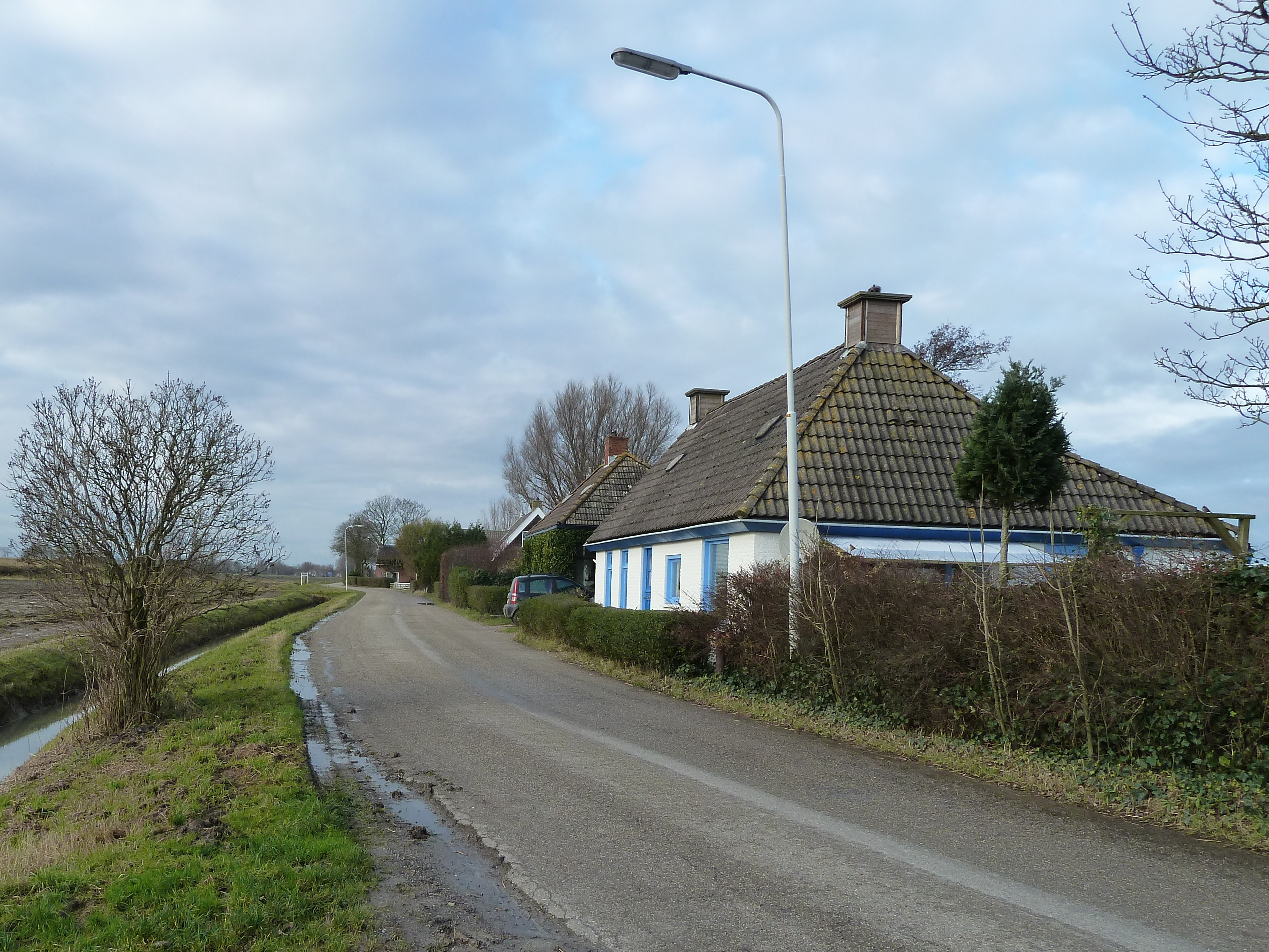
Huizen in De Leegte
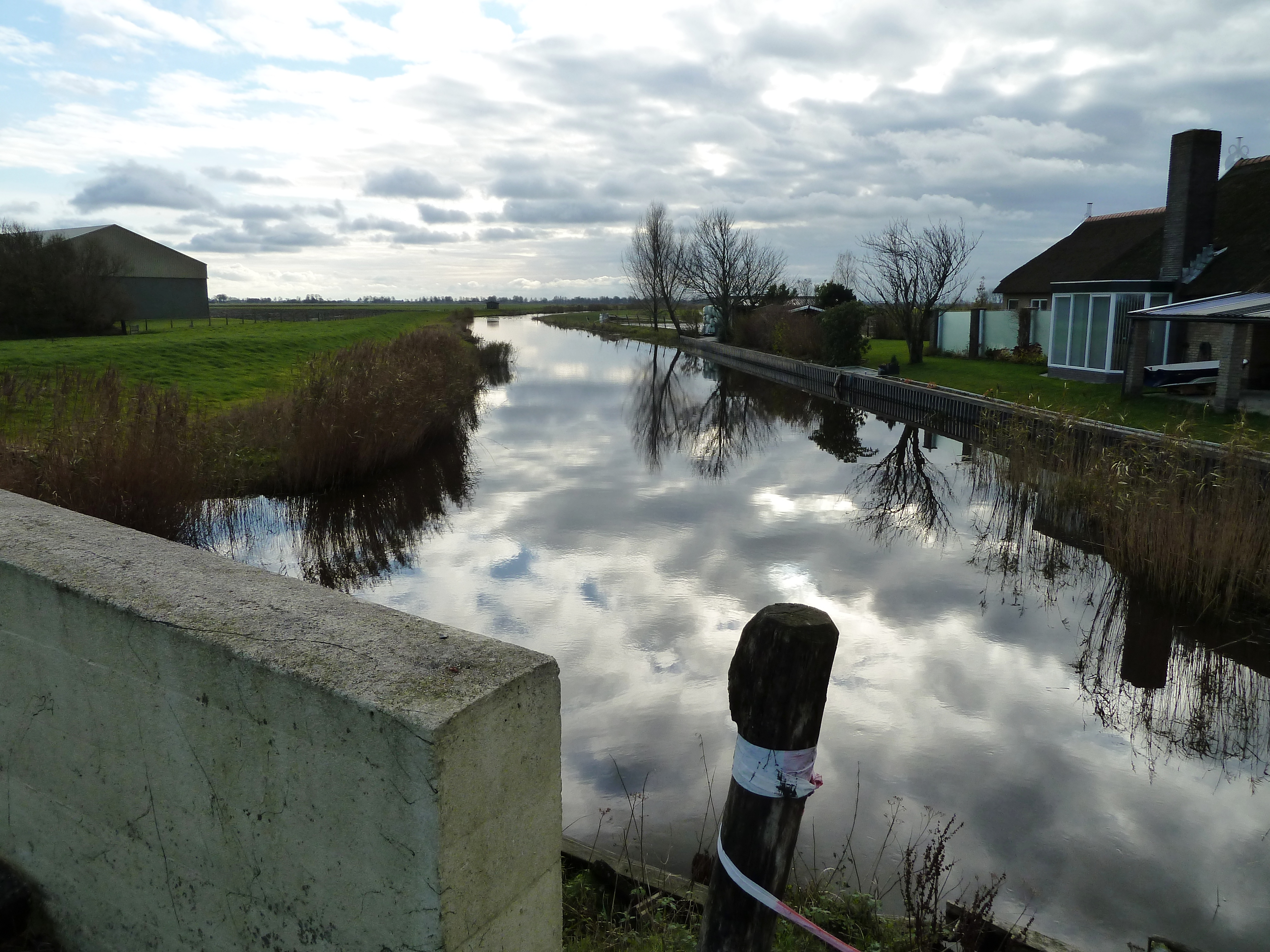
Oude Lauwers in de richting van het zuiden gezien vanaf de brug bij De Leegte

Steden, dorpen en gehuchten: Aalsum · Anjum · Augsbuurt · Birdaard · Blija · Bornwird · Brantgum · Burum · Dokkum · Ee · Engwierum · Ferwerd · Foudgum · Genum · Hallum · Hantum · Hantumeruitburen · Hantumhuizen · Hiaure · Hogebeintum · Holwerd · Janum · Jislum · Jouswier · Kollum · Kollumerpomp · Kollumerzwaag · Lichtaard · Lioessens · Marrum · Metslawier · Munnekezijl · Moddergat · Morra · Nes · Niawier · Oosternijkerk · Oostmahorn · Oostrum · Oudwoude · Paesens · Raard · Reitsum · Ternaard · Triemen · Veenklooster · Waaxens · Wanswerd · Warfstermolen · Westergeest · Wetsens · Wierum · Zwagerbosch

Buurtschappen: Abbewier · Bartlehiem (deels) · Beintemahuis · Betterwird · Bollingawier · Bonte Hond · Bornwirdhuizen · Boteburen · Brandeburen · De Dellen · De Keegen · De Kolk · De Leegte · De Rijp · De Wirden · De Schans · Dijkshorne · Dokkumer Nieuwe Zijlen · Drieboerehuizen · Ezumazijl · Groot Medhuizen · Halfweg · Hallumerhoek · Hanenburg · Hantumerhoek · Huis ter Noord · Kettingwier · Klein Medhuizen · Kletterbuurt · Kollumeroudzijl · Krabburen · Laagland · Lutkewier · Molenbuurt · Nieuwland · Oudeterp · Oudwouderzijlen · Reidswal · Scharnehuizen · Stiem · Teerd · Teijeburen · Tergracht (deels) · Ter Lune · Tibma · Tilburen · Tiltjeburen · Vaardeburen · Veldburen · Vijfhuizen (Hallum) · Vijfhuizen (Ternaard) · Visbuurt · Weerdeburen · Westerburen · Westernijkerk · Wie · Wijgeest · Zevenhuizen

Streken: 't Schoor · Galilea · It Paradyske · Lutkelaard · Sibrandahuis · Steenharst · Steenvak · Wildpad (deels) · Zandbulten · Zwagerveen

Friesland: Steden en dorpen      Nederland: Provincies · Gemeenten